# 奧西奇納
49°13′8″N 29°37′59″E / 49.21889°N 29.63306°E
奧西奇納（羅馬化：Osychna）是位於烏克蘭西南部文尼察州文尼察區的村莊，始建於1726年，面積2.29平方公里，海拔高度210米，2001年人口707，人口密度每平方公里309.14人。